# Tetramorium sudanense
Tetramorium sudanense är en myrart som först beskrevs av Weber 1943.  Tetramorium sudanense ingår i släktet Tetramorium och familjen myror. Inga underarter finns listade i Catalogue of Life.